# Wojciech Sroczyński
Wojciech Sroczyński (* 22. August 1989) ist ein polnischer Poolbillardspieler.

## Karriere
Wojciech Sroczyński begann im Jahr 2000 mit dem Billardspielen. Im August 2012 nahm er erstmals an einem Euro-Tour-Turnier teil, den German Open, und verpasste mit dem 33. Platz nur knapp die Finalrunde. Im November 2012 gewann er seine erste Medaille bei der polnischen Meisterschaft der Herren; beim 8-Ball-Wettbewerb erreichte er das Finale und besiegte dort Michał Czarnecki mit 8:5. Ein Jahr später schied er im 9-Ball-Halbfinale gegen Wojciech Szewczyk aus. Beim anschließend stattfindenden 10-Ball-Wettbewerb gewann er durch einen 7:5-Finalsieg gegen Mateusz Śniegocki den polnischen Meistertitel. Bei den Italian Open 2014, seiner zweiten Turnierteilnahme auf der Euro-Tour, schaffte er es in die Runde der letzten 32, in der er jedoch mit 1:9 gegen Serge Das verlor.

## Erfolge
| Polnischer 8-Ball-Meister:  | 2012 |
| Polnischer 10-Ball-Meister: | 2013 |